# Ferdinand Cohn

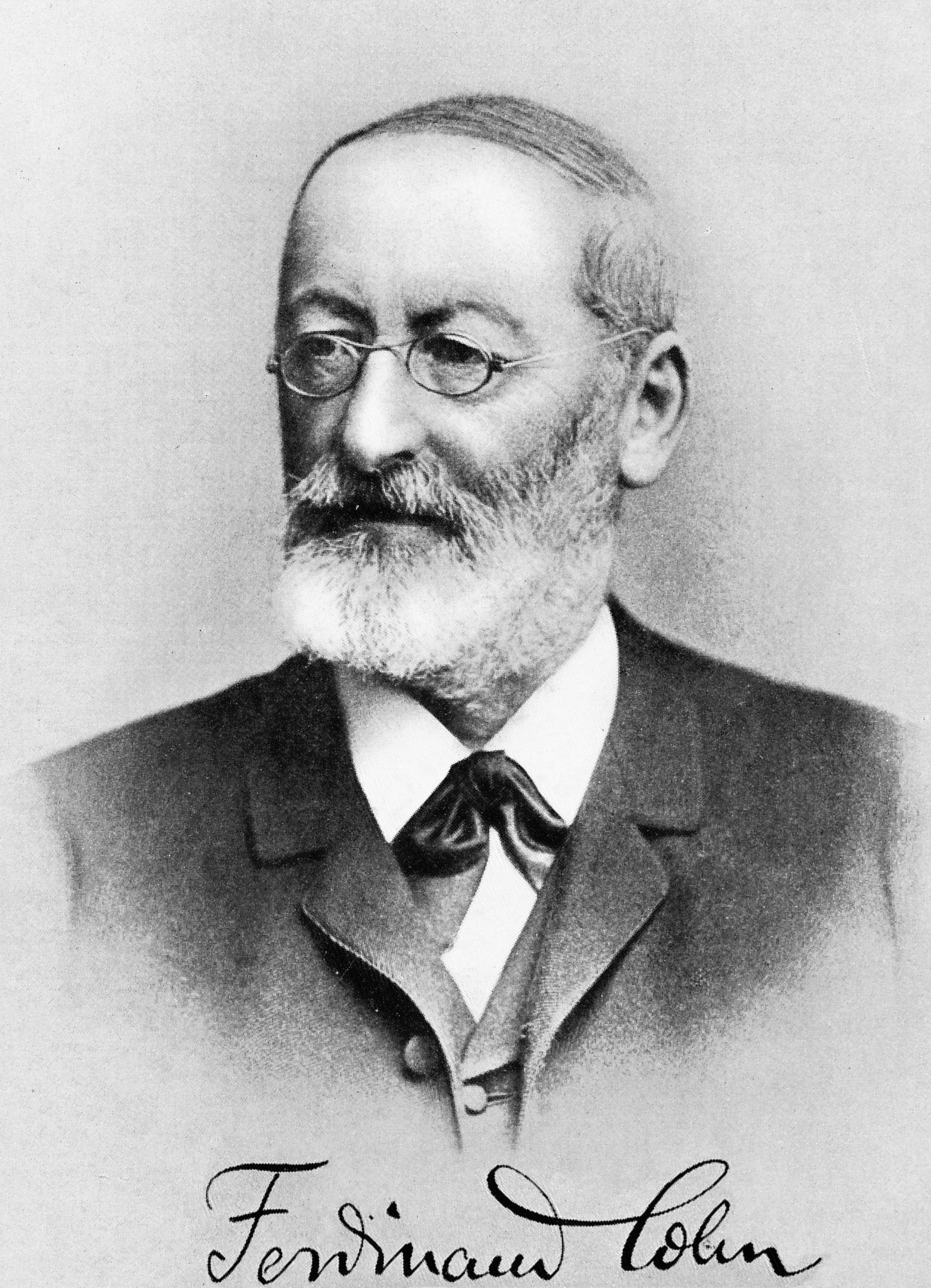
Ferdinand Julius Cohn.

Ferdinand Julius Cohn (24 tháng 1-1828 – 25 tháng 6-1898) là một nhà sinh học người Đức.
Cohn được sinh ra ở Breslau thuộc tỉnh Silesia, Vương quốc Thổ. Năm 10 tuổi, ông bị sút kém khả năng thính giác. Ông tốt nghiệp bằng thực vật học năm 1847 năm 19 tuổi từ Đại học Berlin. Ông là giảng viên và nhà nghiên cứu tại Đại học Breslau trong suốt sự nghiệp của mình. Trong thập niên 1850, ông dành phần lớn thời gian tập trung nghiên cứu tảo. Trong thập niên 1860 ông nghiên cứu sinh lý thực vật từ nhiều khía cạnh khác nhau. Từ năm 1870 trở đi, ông tập trung nghiên cứu vi khuẩn. Ông xuất bản hơn 150 báo cao khoa học trong suốt cuộc đời mình. Viện Đại học Breslau trở thành một trung tâm danh tiếng về sinh lý thực vật và vi sinh học khi ông còn tại chức.
Cohn là người đầu tiên đã phân loại tảo như những loài thực vật, và chỉ ra sự khác biệt giữa chúng với cây xanh. Việc phân loại vi khuẩn của ông dựa trên hình dạng thành bốn nhóm chủ yếu (hình cầu, que ngắn, sợi chỉ, và xoắn) vẫn còn được sử dụng cho tới ngày nay. Trong những đóng góp quan trọng của Cohn được biết nhiều hiện nay là vào năm 1876, ông chỉ ra rằng Vi khuẩn có khả năng chuyển từ thể sinh dưỡng sang thể bào tử khi môi trường bất lợi đối với thể sinh dưỡng.
Năm 1885, ông được trao huy chương Leeuwenhoek.